# Le Cours ordinaire des choses
Albums de Jean-Louis Murat
Tristan
(2008) Grand Lièvre
(2011)
Le Cours ordinaire des choses est un album musical de Jean Louis Murat, enregistré à Nashville et sorti le 21 septembre 2009 chez V2/Universal.

## Liste des titres de l'album
| No  | Titre                         | Durée |
| --- | ----------------------------- | ----- |
| 1.  | Comme un incendie             |       |
| 2.  | Falling in Love Again         |       |
| 3.  | M maudit                      |       |
| 4.  | Chanter est ma façon d'errer  |       |
| 5.  | Lady of Orcival               |       |
| 6.  | 16h00 qu'est-ce que tu fais ? |       |
| 7.  | Ginette Ramade                |       |
| 8.  | La Mésange bleue              |       |
| 9.  | Comme un cow-boy              |       |
| 10. | La Tige d'or                  |       |
| 11. | Taïga                         |       |

## Participations
Ont participé à l’enregistrement en février 2009 :
- Ilya Toshinskiy (guitare acoustique, mandoline, banjo),
- Dan Dugmore (guitare électrique, pedal steel, steel guitar),
- John N. Hobbs (piano, B3, wurlitzer, rhodes),
- Cherie Oakley (chœurs),
- Shannon Forrest (batterie, percussions),
- Eddie Bayers (batterie, percussions),
- Mike Brignardello (basse),
- Michael Rhodes (basse),
- Carl Marsh (arrangements cordes),
- Larry Franklin (violon)
- Etc.

Ces musiciens ont travaillé notamment avec Linda Ronstadt, James Taylor, Crosby, Stills, Nash and Young, Alison Krauss, Taylor Swift, Willie Nelson, Jerry Garcia, John Fogerty, Roy Orbison, Dolly Parton, Randy Travis, Lynyrd Skynyrd, R.E.M., Al Green, Dusty Springfield, etc.

## Film
La documentariste Laetitia Masson a accompagné Jean Louis Murat à Nashville et a filmé quelques séances de studio, images à l'origine du film Falling in love again dans un DVD fourni avec le CD.